# إلويزا ألبرتو توريس
إلويزا ألبرتو توريس (17 سبتمبر 1895 - 23 فبراير 1977) المعروف أيضًا باسم دونا إلويزا عالمة أنثروبولوجيا برازيلية ومديرة متحف.

## السيرة الشخصية
ولدت إلويزا ألبرتو توريس في 17 سبتمبر 1895 في ريو دي جانيرو. كان والدها ألبرتو توريس صحفيًا وسياسيًا. قام إدغار روكيت بينتو (1884 - 1954) والذي كان أستاذًا مساعدًا للأنثروبولوجيا في المتحف الوطني للبرازيل وصديقًا لألبرتو توريس بإحضار إلويزا كمتدربة في قسم الأنثروبولوجيا بالمتحف. أصبحت واحدة من أوائل النساء اللائي انضممن إلى المتحف الوطني مع بيرثا لوتز.
في بداية مسيرتها المهنية «لم يكن لديها تدريب رسمي في الأنثروبولوجيا»، لكنها طورت اهتمامها به تدريجيًا. كان التنقيب عن الخزف القديم من جزيرة ماراجو بمثابة «عملها الميداني البارز». في عام 1935 تم تعيينها نائبة لمدير المتحف الوطني، وفي عام 1938 أصبحت مديرة، وهو المنصب الذي شغله لما يقرب من عقدين حتى تقاعدها في عام 1955.
استخدمت «شبكتها الواسعة من العلاقات في كل من السياسة والإدارة العامة البرازيلية» لتوليد موارد كافية لتدريب علماء الأنثروبولوجيا لدراسة الشعوب الأصلية في البرازيل. عندما كانت مديرة وقعت اتفاقية مع جامعة كولومبيا لتطوير الدراسات الإثنولوجية في البرازيل. تم استخدام مجموعات المتحف لتعليم العلماء الزائرين. لعبت دورًا مهمًا في تطوير «السياسات البرازيلية الخاصة بالأنشطة الأصلية».
توفيت في 23 فبراير 1977 في ريو دي جانيرو.